# Укрзападпроектреставрация
Укрзападпроектреставрация (Укрзахидпроектреставрация) — государственное предприятие «Украинский региональный специализированный научно-реставрационный институт „Укрзападпроектреставрация“».
В Институте были сделаны проекты реставрации для сотен памятников архитектуры, благодаря своевременной консервации спасена около 100 деревянных церквей. Церковь Пантелеймона (Галич), Манявский скит, Костёл Иоанна Крестителя (Львов), Свято-Троицкая церковь (Драбовцы), Збаражский районный краеведческий музей, Костел Благовещения (Большевцы), Язливецкий замок, Скалатский замок, Пятничанская башня и многие другие памятники культуры сегодня радуют глаз благодаря реставрационно-исследовательской работе под руководством академика Ивана Могитича в институте «Укрзападпроектреставрации».
«Укрзападпроектреставрация» работает на территории девяти областей Украины. 40 % работы распространяется на Киев. Одной из основных задач института является подбор шедевров народной архитектуры с целью представления их на учёт ЮНЕСКО. Львовский филиал института «Укрзападпроектреставрация» находится в стене и башне Глинянских ворот и стенах монастыря бернардинцев.
Иван Могитич возглавлял «Укрзападпроектреставрацию» с 1979 года (под актуальным названием — с 1991 года).

## Вестник института «Укрзападпроектреставрация»
В Институте Иван Могитич и Василий Слободян основал и издавал один из самых уважаемых историко-архитектурных журналов. Журнал назывался сначала «Вестник» (номера 1-5), а с 1997 года — «Вестник института „Укрзападпроектреставрация“» (номер 6 и последующие).
Список вестников:
- Вестник 1. Львов, 1993 — 82 с.
- Вестник 2. Львов, 1994—100 с.
- Вестник 3. Львов, 1995—102 с.
- Вестник 4. Львов, 1996—156 с. Специальный выпуск. Материалы конференции «Традиционная архитектурное наследие: стратегия охраны и реставрация»
- Вестник 5. Львов, 1996—152 с. ISBN 5-7707-9955-2
- Вестник 6. Львов, 1997—160 с. ISBN 966-95066-0-3
- Вестник 7. Львов, 1997 — 46 с. Специальный выпуск. 50-летие Корпорации «Укрреставрация». Международная научно-практическая конференция «Реставрация и современность», Киев, 22-26 мая 1996 ISBN 966-95066-1-1
- Вестник 8. Львов, 1997—144 с. ISBN 966-95066-2-1
- Вестник 9. Львов, 1998—180 с. Специальный выпуск. Синагоги Украины (монографическое исследование).
- Вестник 10. Львов, 1999—168 с. ISBN 966-95066-3-8
- Вестник 11. Львов, 2000—168 с. ISBN 966-95066-4-8 (ошибоч.)
- Вестник 12. Львов, 2002. ISBN 966-95066-4-9 (ошибоч.)
- Вестник 13. Львов, 2003. ISBN 966-95066-4-10 (ошибоч.)
- Вестник 14. Львов, 2004—328 с. Владимир Вуйцик. Избранные труды. ISBN 966-95066-4-13 (ошибоч.)
- Вестник 15. Львов, 2005. ISBN 966-95066-4-14 (ошибоч.)
- Вестник 16. Львов, 2006. ISBN 966-95066-4-15 (ошибоч.)
- Вестник 17. Львов, 2007—215 с. ISBN 966-95066-4-16 (ошибоч.)
- Вестник 18. Львов, 2008—326 с.
- Вестник 19. Львов, 2010.